# Advanced Soaring Concepts
Advanced Soaring Concepts — производитель планёров из Калифорнии. Планёры поставляются в виде наборов для сборки (кит). Наиболее известные модели — Spirit и Falcon.
Одно из наиболее заметных достижений компании — разработка и постройка высотного, повышенной продолжительности полета планёра Apex для NASA.